# 短卷虫
短卷虫（学名：Bhawania brevis）为金扇虫科卷虫属的动物，是中国的特有物种。分布于南海北部湾、广东等地。